# Mehanizam dizajna
Mehanizam dizajna, koji se ponekad naziva teorijom implementacije ili institucionim dizajnom, je grana ekonomije, društvenog izbora i teorije igara koja se bavi dizajniranjem oblika (ili mehanizama) igre za implementaciju date funkcije društvenog izbora. Pošto počinje sa završetkom igre (optimalni rezultat), a zatim radi unazad kako bi se pronašla igra koja ga implementira, ponekad se opisuje kao reverzna teorija igara.
Mezanizam dizajna ima široku primenu, uključujući tradicionalne domene ekonomije kao što je dizajn tržišta, ali i političke nauke (kroz teoriju glasanja) te čak i umrežene sisteme (kao što je rutiranje među domenima).
Dizajn mehanizma proučava koncepte rešenja za klasu igara sa privatnim informacijama. Leonid Hurvič objašnjava da je „u problemu dizajna funkcija cilja glavna postavka, dok je mehanizam nepoznat. Stoga je problem dizajna inverzan tradicionalnoj ekonomskoj teoriji, koja je tipično posvećena analizi performansi datog mehanizma.“
Nobelova memorijalna nagrada za ekonomske nauke 2007. dodeljena je Leonidu Hurviču, Eriku Maskinu i Rodžeru Majersonu „za postavljanje temelja teorije mehanizma dizajna.“ Srodni radovi Vilijama Vikrija koji su uspostavili ovu oblast doneli su mu Nobelovu nagradu 1996. godine.

## Literatura
- Clarke, Edward H. (1971). „Multipart Pricing of Public Goods” (PDF). Public Choice. 11 (1): 17—33. JSTOR 30022651. S2CID 154860771. doi:10.1007/BF01726210. Архивирано из оригинала (PDF) 10. 05. 2017. г. Приступљено 09. 08. 2024.
- Gibbard, Allan (1973). „Manipulation of voting schemes: A general result” (PDF). Econometrica. 41 (4): 587—601. JSTOR 1914083. doi:10.2307/1914083. Архивирано из оригинала (PDF) 23. 08. 2016. г. Приступљено 09. 08. 2024.
- Groves, Theodore (1973). „Incentives in Teams” (PDF). Econometrica. 41 (4): 617—631. JSTOR 1914085. doi:10.2307/1914085.
- Harsanyi, John C. (1967). „Games with incomplete information played by "Bayesian" players, I-III. part I. The Basic Model”. Management Science. 14 (3): 159—182. JSTOR 2628393. doi:10.1287/mnsc.14.3.159.
- Mirrlees, J. A. (1971). „An Exploration in the Theory of Optimum Income Taxation” (PDF). Review of Economic Studies. 38 (2): 175—208. JSTOR 2296779. doi:10.2307/2296779. Архивирано из оригинала (PDF) 2017-05-10. г. Приступљено 2016-08-12.
- Myerson, Roger B.; Satterthwaite, Mark A. (1983). „Efficient Mechanisms for Bilateral Trading” (PDF). Journal of Economic Theory. 29 (2): 265—281. doi:10.1016/0022-0531(83)90048-0. hdl:10419/220829 . Архивирано из оригинала (PDF) 10. 05. 2017. г. Приступљено 09. 08. 2024.
- Satterthwaite, Mark Allen (1975). „Strategy-proofness and Arrow's conditions: Existence and correspondence theorems for voting procedures and social welfare functions”. Journal of Economic Theory. 10 (2): 187—217. CiteSeerX 10.1.1.471.9842 . doi:10.1016/0022-0531(75)90050-2.
- Vickrey, William (1961). „Counterspeculation, Auctions, and Competitive Sealed Tenders” (PDF). The Journal of Finance. 16 (1): 8—37. doi:10.1111/j.1540-6261.1961.tb02789.x.
- Chapter 7 of Fudenberg, Drew; Tirole, Jean (1991), Game Theory, Boston: MIT Press, ISBN 978-0-262-06141-4. A standard text for graduate game theory.
- Chapter 23 of Mas-Colell; Whinston; Green (1995), Microeconomic Theory, Oxford: Oxford University Press, ISBN 978-0-19-507340-9. A standard text for graduate microeconomics.
- Milgrom, Paul (2004), Putting Auction Theory to Work, New York: Cambridge University Press, ISBN 978-0-521-55184-7. Applications of mechanism design principles in the context of auctions.
- Noam Nisan. A Google tech talk on mechanism design.
- Legros, Patrick; Cantillon, Estelle (2007). „What is mechanism design and why does it matter for policy-making?”. Centre for Economic Policy Research.
- Roger B. Myerson (2008), "Mechanism Design", The New Palgrave Dictionary of Economics Online, Abstract.
- Diamantaras, Dimitrios (2009), A Toolbox for Economic Design, New York: Palgrave Macmillan, ISBN 978-0-230-61060-6. A graduate text specifically focused on mechanism design.

## Spoljašnje veze
- Eric Maskin "Nobel Prize Lecture" delivered on 8 December 2007 at Aula Magna, Stockholm University.